# 4179 Toutatis
4179 Toutatis eller 1989 AC är en Apollo-asteroid som korsar Mars omloppsbana, den upptäcktes 4 januari 1989 av den franske astronomen Christian Pollas i Caussols. den är uppkallad efter Toutatis i den keltiska mytologin.
Asteroiden har en diameter på ungefär 5 kilometer.

## Chang'e 2
Den 13 december 2012 passerade den kinesiska rymdsonden Chang'e 2 asteroiden på ett avstånd av endast 3,2 km.